# Jindexiangus statocystus
Jindexiangus statocystus is een hydroïdpoliep uit de familie Limnomedusae incertae sedis. De poliep komt uit het geslacht Jindexiangus. Jindexiangus statocystus werd in 2006 voor het eerst wetenschappelijk beschreven door Xu & Huang. 